# 花小金井南町
花小金井南町（はなこがねいみなみちょう）は、東京都小平市の町名。現行行政地名は花小金井南町一丁目から三丁目。郵便番号は187-0003。全域で住居表示実施済み。

## 地理
小平市の南東部に位置する。東から時計回りに、西東京市向台町、小金井市桜町、小金井市関野町、小平市御幸町、小平市鈴木町、小平市花小金井、西東京市芝久保町、に接する。
花小金井駅の南側一帯にあたり、宅地化が進んでいる。

### 河川
- 石神井川
- 田無用水

### 地価
住宅地の地価は2017年（平成29年）1月1日の公示地価によれば花小金井南町3-24-18の地点で23万8000円/m2となっている。

## 歴史
かつては鈴木新田などであったが、小平村が成立し、大字鈴木新田となった。
町名は、花小金井駅から来ている。

## 世帯数と人口
2018年（平成30年）1月1日現在の世帯数と人口は以下の通りである。
| 丁目               | 世帯数    | 人口    |
| ------------------ | --------- | ------- |
| 花小金井南町一丁目 | 1,779世帯 | 3,377人 |
| 花小金井南町二丁目 | 1,150世帯 | 2,147人 |
| 花小金井南町三丁目 | 1,389世帯 | 3,130人 |
| 計                 | 4,318世帯 | 8,654人 |

## 小・中学校の学区
市立小・中学校に通う場合、学区は以下の通りとなる。
| 丁目               | 街区                        | 小学校                 | 中学校                   | 調整区域（選択可能な学校） |
| ------------------ | --------------------------- | ---------------------- | ------------------------ | -------------------------- |
| 花小金井南町一丁目 | 3番(シティテラス小金井公園) | 小平市立花小金井小学校 | 小平市立花小金井南中学校 |                            |
| 花小金井南町一丁目 | 1〜2番 4〜20番              | 小平市立小平第八小学校 | 小平市立花小金井南中学校 | 小平市立花小金井小学校     |
| 花小金井南町一丁目 | その他                      | 小平市立小平第五小学校 | 小平市立花小金井南中学校 |                            |
| 花小金井南町二丁目 | 19〜21番                    | 小平市立小平第五小学校 | 小平市立花小金井南中学校 | 小平市立花小金井小学校     |
| 花小金井南町二丁目 | その他                      | 小平市立花小金井小学校 | 小平市立花小金井南中学校 |                            |
| 花小金井南町三丁目 | 全域                        | 小平市立花小金井小学校 | 小平市立花小金井南中学校 |                            |

## 交通

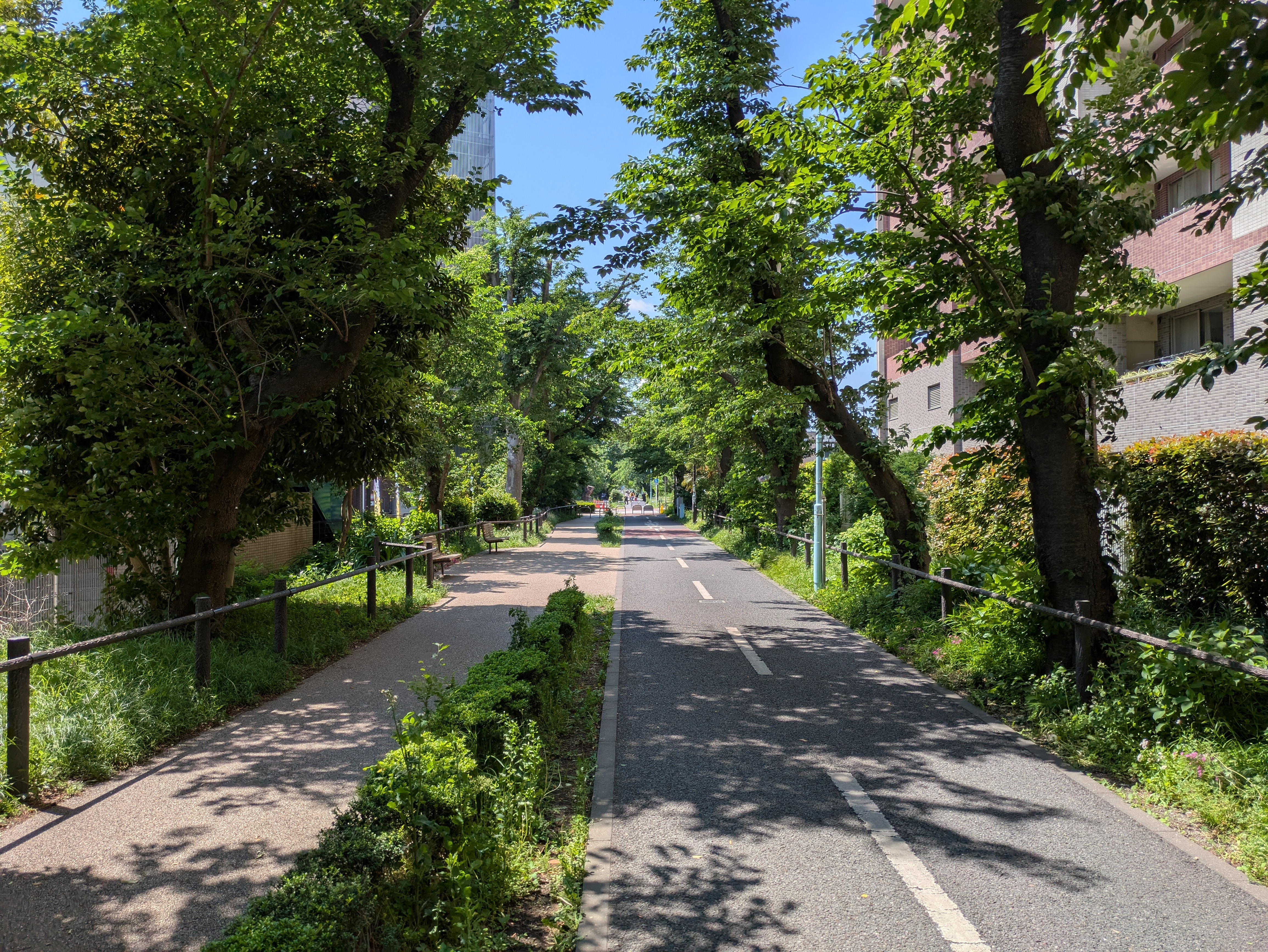
多摩湖自転車歩行者道 花小金井駅付近（小平市花小金井南町）（2025年5月）

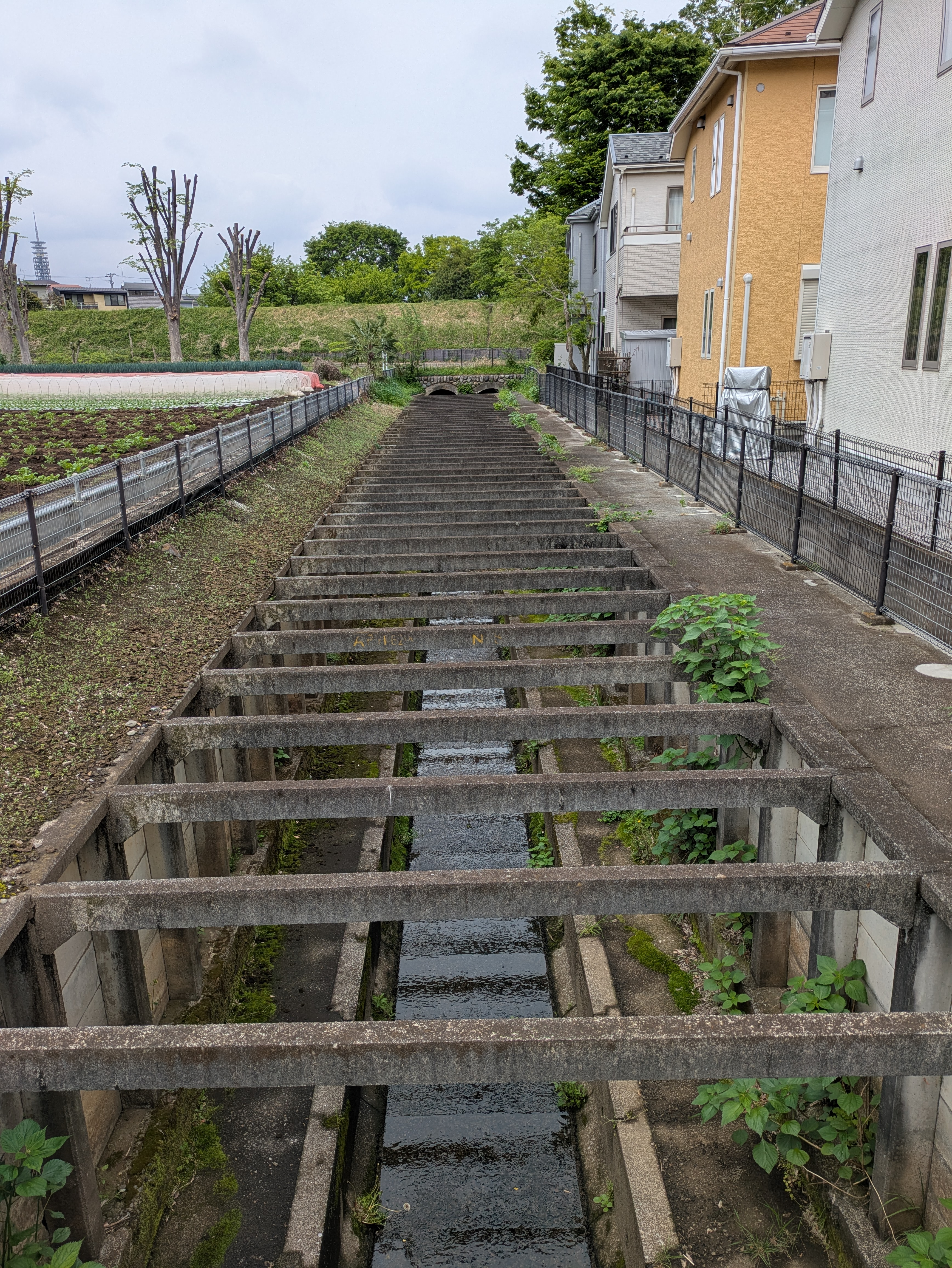
鈴木街道長久保橋より、馬の背へ伸びる石神井川（小平市花小金井南町）（2025年4月）

### 鉄道
| 隣接する街区の駅               | バス移動で利用可能な駅                                                        |
| ------------------------------ | ----------------------------------------------------------------------------- |
| 西武新宿線 - 花小金井駅(SS 18) | 西武池袋線 - 東久留米駅(SI 14) - 清瀬駅(SI 15) JR中央線 - 武蔵小金井駅(JC 15) |

### バス
- 西武バス小平営業所が、周辺のバス路線を運行している。
- 立川バス上水営業所が、周辺のバス路線を運行している。

### 道路
- 東京都道253号保谷狭山自然公園自転車道線（多摩湖自転車歩行者道）
- 東京都道15号府中清瀬線
- 鈴木街道

## 施設

### 花小金井南町一丁目
- 小金井カントリークラブ
- 小平市立花小金井南中学校

### 花小金井南町ニ丁目
- 嘉悦大学・嘉悦大学短期大学部

### 花小金井南町三丁目
- 江戸東京たてもの園（東京都立小金井公園内）
- 東京都立小金井公園
- 千代田区花小金井学園（運動施設）